# گمینا درزدنکو
گمینا درزدنکو (به لهستانی:  Gmina Drezdenko) یک گمینا در لهستان است که در شهرستان ستژلتس-درزدنکو واقع شده‌است. گمینا درزدنکو ۳۹۹٫۹ کیلومتر مربع مساحت و ۱۷٬۱۸۴ نفر جمعیت دارد.